# (4687) Brunsandrej
(4687) Brunsandrej (1979 SJ11) – planetoida z grupy pasa głównego asteroid okrążająca Słońce w ciągu 5,48 lat w średniej odległości 3,11 j.a. Odkryta 24 września 1979 roku.